# Úval Zvonková
Úval Zvonková byl přírodní památka v katastrálním území Zvonková města Horní Planá v okrese Český Krumlov. Chráněné území se rozkládalo necelý kilometr západně od téměř zaniklé vesnice Zadní Zvonková, při východním úpatí hory Tokaniště (1014 m) v Národním parku Šumava. Důvodem ochrany byla údolní niva potoka s četnými rašelinnými prameništi, významná flora a vegetace. Ochrana formou přírodní památky byla k 1. červenci 2021 zrušena a nahrazena I. zónou národního parku.